# Stadthaus (Wittenberg)

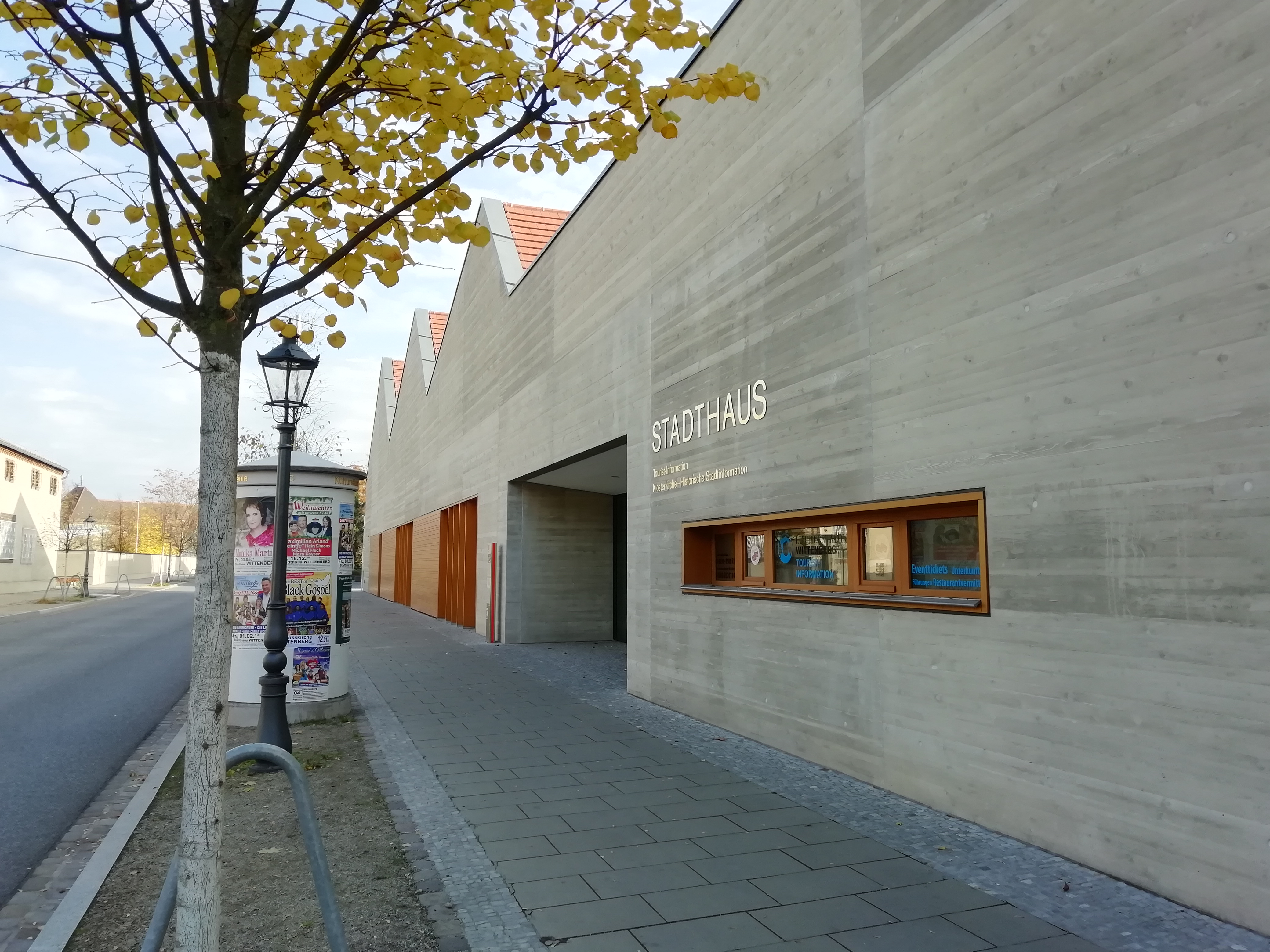
Stadthaus Wittenberg

Das Stadthaus Wittenberg ist ein öffentlicher Gebäudekomplex am Arsenalplatz, der verschiedene historische Gebäude einschließt und unterschiedliche Funktionen (Stadt-Information, Veranstaltungsräume, Museum, Archiv) erfüllt.

## Historische Bausubstanz
Die Ursprünge der im Stadthaus zusammengefassten Gebäudeteile gehen bis in das 13. Jahrhundert zurück. Das Stadthaus enthält in seinen Umfassungsmauern bedeutende Reste mittelalterlicher Bausubstanz der ehemaligen Klosterkirche der Franziskaner, die ihrerseits als Grablege der Askanier genutzt wurde. Bereits 1536 wurde das Gebäude durch Conrad Theiß zu einem Kornspeicher umgebaut und durch das Einziehen mehrerer Ebenen stark überformt. Die mittelalterlichen Fenster wurden hierbei zugesetzt und Schüttöffnungen eingebaut. Im Siebenjährigen Krieg wurde das Gebäude schwer beschädigt und mit niedrigerer Gebäudehöhe wiedererrichtet. Mehrfache Bautätigkeiten der Folgezeit haben das Erscheinungsbild des Gebäudes stark verändert. So wurde Ende des 19. Jahrhunderts ein Geschoss aufgestockt, und an der Südseite wurden große Fensteröffnungen eingebrochen. Zwischen 1945 und 1992 war der Arsenalplatz mit dem Stadthaus durch die Rote Armee besetzt und daher nicht zugänglich.

## Neubau
Auf dem Grundstück des ehemaligen Franziskanerklosters wurde 2014/2015 ein Neubau als zentraler Besucherempfang der Stadt eröffnet. Das Gebäude wurde 2014 fertiggestellt. Die Architekten waren Ralf Niebergall aus Magdeburg und Fabian Schulz, Biederitz. Die Ausführungsplanung und Bauüberwachung übernahm die bc Architekten + Ingenieure GmbH aus Lutherstadt Wittenberg und Jörg Lammert GEROTEKTEN aus Weimar. Bauherr des Gebäudes war die SALEG Sachsen-Anhaltinische Landesentwicklungsgesellschaft mbH in Magdeburg. Die Lutherstadt Wittenberg trat als Treuhänder auf. Die Einweihung des Neubaus erfolgte im August 2014. Das Gebäude ist von der Mauerstraße aus zugänglich.

## Funktionen
Das Stadthaus dient unterschiedlichen Funktionen: Erstens ist es ein Veranstaltungszentrum, welches als das eigentliche „Stadthaus“ bezeichnet wird; zweitens umfasst es die zentrale Tourist- und Stadtinformation; drittens hat es die Funktion eines Sammlungs- und Ausstellungshauses, dass die Historische Stadtinformation und das Ratsarchiv beherbergt. Diese musealen Einrichtungen bilden zusammen mit dem auf der anderen Seite des Arsenalplatzes gelegenen Museum der städtischen Sammlungen im Zeughaus einen Museumskomplex, der die historischen Sammlungs-Potentiale der Stadt mit der naturwissenschaftlichen und ethnologischen Sammlung von Julius Riemer in einem Forum vereint.